# Cedric Notz
Cedric Notz (także Jedrij Notz, ur. 6 września 1974 w Lozannie) – azerski narciarz alpejski, uczestnik zimowych igrzysk w 2010, na których wystąpił w slalomie gigancie, w którym zajął 72. miejsce oraz w slalomie, którego nie ukończył. Był drużbą Christophera O'Neilla na jego ślubie z księżną Magdaleną.
W kwietniu 2013 wywalczył licencję pozwalającą na udział w igrzyskach w 2014, jednakże ze względu na ograniczoną liczbę miejsc w zawodach olimpijskich w slalomie ostatecznie w nich nie wystąpił.
Ma austriackie i szwajcarskie pochodzenie.

## Osiągnięcia

### Igrzyska olimpijskie
| Miejsce | Dzień     | Rok  | Miejscowość | Konkurencja | Czas biegu  | Strata   | Zwycięzca        |
| ------- | --------- | ---- | ----------- | ----------- | ----------- | -------- | ---------------- |
| 72.     | 23 lutego | 2010 | Vancouver   | Gigant      | 2:37,83 min | +28,15 s | Carlo Janka      |
| DNF1    | 27 lutego | 2010 | Vancouver   | Slalom      | 1:39,32 min | -        | Giuliano Razzoli |

### Mistrzostwa świata
| Miejsce | Dzień     | Rok  | Miejscowość | Konkurencja | Czas biegu  | Strata | Zwycięzca       |
| ------- | --------- | ---- | ----------- | ----------- | ----------- | ------ | --------------- |
| 78.     | 13 lutego | 2009 | Val d’Isère | Gigant      | 2:18,82 min | -      | Carlo Janka     |
| 56.     | 15 lutego | 2009 | Val d’Isère | Slalom      | 1:44,17 min | -      | Manfred Pranger |
| BDNF1   | 17 lutego | 2013 | Schladming  | Slalom      | 1:51,03 min | -      | Marcel Hirscher |